# Eskadrille nr. 5
Eskadrille nr. 5 (russisk: Эскадрилья № 5) er en sovjetisk film fra 1939 af Abram Room.

## Handling
Nazi-Tysklands diktator giver ordre til at angribe Sovjetunionen. Den sovjetiske efterretningstjeneste opfanger straks ordren, og der iværksættes et angreb på Tyskland med et stort antal flystyrker, herunder Eskadrille nr. 5, der skal bombe tyske flyvepladser. Ordren bliver  authorities of Nazi Germany give the order to enter the territory of the Soviet Union. This order is immediately intercepted by Soviet intelligence, which as a result sends a huge number of Soviet aircraft, including Squadron No. 5, to bomb German airfields.

## Medvirkende
- Jurij Sjumskij
- Nikolaj Garin som Pjotr Grisjin
- Boris Bezgin som Aleksandr Nesterov
- Sofija Altovskaja som Olga Grisjina
- Andrej Apsolon som Sjoma Gnatenko